# ワトキンス山脈
ワトキンス山脈とは、グリーンランド東岸部に存在する山脈である。

## 概要

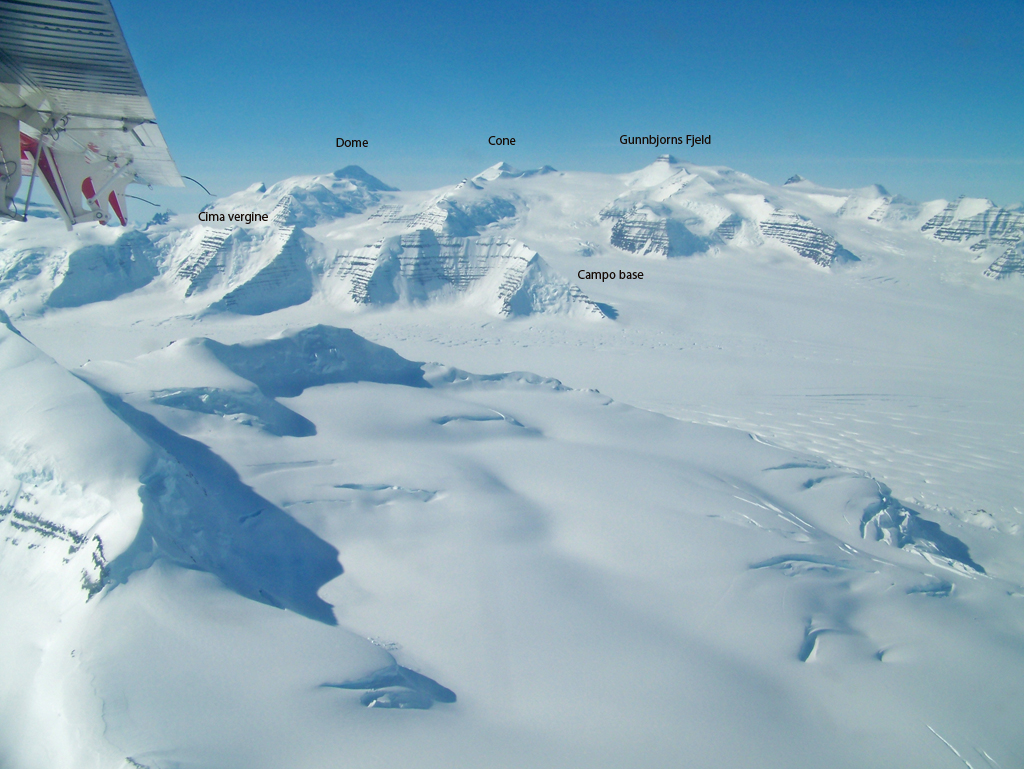
2007年5月に上空から撮影したワトキンス山脈。なお、Gunnbjorns Fjeldと書かれているのが最高峰のギュンビョルン山である。

ワトキンス山脈は、グリーンランドの東海岸に沿うように概ね南北方向に山々が連なっている。近年の地球温暖化の影響によってグリーンランドでも氷が融解しつつあるとは言え、2007年現在においても、低緯度地方に存在する山脈とは違って山脈自体が常に氷に覆われており、厚い氷の層の上に山々の頂の部分だけが姿を現している状態にある。グリーンランドで最も高い山は、この山脈を構成する山の1つのギュンビョルン山であり、その山頂の標高は3,694 mである
この他にもワトキンス山脈には3000 mを超える山々が幾つも存在しており、例えば、この山脈の南部に位置するフォレル山の山頂の標高は約3360 mである。。

## 登山
ワトキンス山脈は、グリーンランド東岸部という気象条件の厳しい寒い地域に存在している山である上に、高緯度地方に存在しているため冬期間は非常に昼の時間が短いために、ここの山々に登るのは、夏季の7月か8月にするのが一般的である。
しかし、その真夏の期間であってもワトキンス山脈の山々は、ほとんど山の全体が氷で覆われている。その上に、そもそも付近にヒトの住んでいる集落すらほとんど無いなど、ここの山々に地上から近づくだけでも難しい。したがって、ワトキンス山脈の山々に登るためには、高い技量と充分な装備と準備が必要である。